# Walstro
Walstro (Galium) is een geslacht uit de sterbladigenfamilie (Rubiaceae) met eenjarige of overblijvende kruidachtige planten. Het geslacht komt met vierhonderd soorten voor in de gematigde zones van beide halfronden.
De soorten in dit geslacht hebben enkelvoudige, kruiswijze bladen en trechtervormige bloemen met minstens vier punten. De stervormige rangschikking van de bladeren, als spaken rond een wiel, bestaat uit twee blaadjes, de overige zijn steunblaadjes die echter een soortgelijke vorm en functie hebben. De vrucht is een tweedelige splitvrucht.
De Nederlandse naam betekent vermoedelijk wiegstro (van Middelduits wal - wieg). De planten uit dit geslacht werden vroeger vaak gebruikt als wiegbedekking. De wetenschappelijke naam is afgeleid van het Oudgriekse γάλα, gala, dat melk betekent. Dit zou kunnen duiden op het gebruik van deze planten voor het stremmen van melk bij de kaasbereiding.
In Nederland komen of kwamen de volgende soorten voor:
- Boswalstro (Galium sylvaticum) (tot 1978)
- Driehoornig walstro (Galium tricornutum) (tot 1975)
- Geel walstro (Galium verum)
- Glad walstro (Galium mollugo)
- Kalkwalstro (Galium pumilum)
- Lievevrouwebedstro (Galium odoratum)
- Liggend walstro (Galium saxatile)
- Moeraswalstro (Galium palustre)
- Kleefkruid (Galium aparine)
- Noords walstro (Galium boreale) (tot 1980)
- Ruw walstro (Galium uliginosum)
- Zeegroen walstro (Galium glaucum) (tot 1921)

In België komt ook akkerwalstro (Galium spurium) voor. 
In Europa komt verder nog voor:
- Galium oelandicum